# 傑浦北邊站
傑浦北邊站（：／ Geolpo Bukbyeon yeok */?）是金浦都市輕軌沿線的一座地下車站，位於韓國京畿道金浦市北邊洞。

## 車站結構
站體構造為2面2線側式月台的地下車站，候車月台設有月台幕門，並有2處出口。

### 月台配置
| 雲陽 ↑ |
| \| 上  |
| ↓ 沙隅 |

| 月台 | 路線          | 目的地        |
| ---- | ------------- | ------------- |
| 上行 | ●金浦都市鐵道 | 陽村方向      |
| 下行 | ●金浦都市鐵道 | 金浦機場 方向 |

## 歷史
- 2019年9月28日：落成啟用。

## 車站周邊
- 金浦漢江CGV
- 重峯圖書館
- 金浦初等學校
- 金浦友利醫院
- 金浦本洞行政福利中心

## 相鄰車站
金浦都市鐵道
●金浦都市鐵道
雲陽（G104）－傑浦北邊（G105）－沙隅（G106）